# Castelo de Upsettington
O Castelo de Upsettington foi um castelo localizado perto de Upsettington (agora Ladykirk), Scottish Borders, na Escócia. O castelo era o caput baronium do Senhorio de Upsettlington. As terras e o baronato foram concedidos à família Bisset pelo rei Guilherme I da Escócia. Upsettlington estava estrategicamente localizado ao lado do castelo inglês Norham, do outro lado do rio Tweed. O castelo foi saqueado e destruído em 1297–1298, enquanto William Bisset, Senhor de Upsettlington, estava em Flandres a prestar serviço na expedição do rei Eduardo I da Inglaterra a Flandres.